# 2025 au Canada
Pour un article plus général, voir Chronologie du Canada.
Cet article traite des événements qui se sont produits durant l'année 2025 au Canada.

## Événements

### Janvier
- 6 janvier : le premier ministre Justin Trudeau annonce sa démission[1].

### Février
- 17 février : accident du vol Delta Connection 4819 à Toronto.
- 19 février : le premier ministre Trudeau annonce officiellement la mise en place d'Alto, un projet de train à grande vitesse qui reliera Québec à Toronto[2].

- 27 février : élections générales en Ontario[3].

### Mars
- 9 mars : Mark Carney est élu chef du Parti libéral du Canada.
- 14 mars : Mark Carney devient premier ministre, succédant à Justin Trudeau.

### Avril
- 28 avril : élections fédérales, le Parti libéral du premier ministre Mark Carney remporte les élections mais forme un gouvernement minoritaire.

### Mai
- 16 mai : premier vol de l'avion d'affaires Bombardier Global 8000 au centre d’assemblage d’avions Bombardier de Mississauga, en Ontario[4].
- 26 et 27 mai : visite royale du roi Charles III et de la reine Camilla. Le 27 mai, Charles III prononce le discours du Trône au Parlement du Canada. C'est la première fois qu'un monarque canadien le fait en personne depuis 1977.

### Juin
- 15 au 17 juin : sommet du G7 à Kananaskis, en Alberta.
- 19 juin : Un éboulement aux chutes du glacier Bow, près de Banff, dans la province de l'Alberta, fait au moins un mort et plusieurs blessés[5].

### Juillet
- 22 juillet : L'Ontario, la Saskatchewan et l'Alberta, signe un accord de coopération, dans le domaine des oléoducs, des voies ferrées et d'autres infrastructures énergétiques, et commerciales[6].
- 28 juillet : le gouvernement canadien ajoute 30 millions de dollars à son financement humanitaire pour les Palestiniens de la bande de Gaza[7].

### Août
- x

### Septembre
- x

### Octobre
- x

### Novembre
- x

### Décembre
- x

## À surveiller
- x

## Décès en 2025
- 1er janvier : Gilbert Normand, homme politique
- 3 janvier : Andrew Pyper, écrivain
- 4 janvier :
  - Julien Poulin, comédien
  - José Claer, romancier et poète
- 5 janvier : Al MacNeil, joueur et entraîneur de hockey
- 6 janvier : Dwight Foster, joueur de hockey
- 12 janvier : Kim Yaroshevskaya, actrice, auteure et scénariste
- 14 janvier : Nello Altomare (en), homme politique
- 17 janvier : Stéphane Venne, auteur-compositeur
- 19 janvier : Marcel Bonin, joueur de hockey
- 21 janvier : Garth Hudson, multi-instrumentiste
- 23 janvier : Monique Chabot, actrice
- 28 janvier :
  - Joe Daniel, homme politique
  - Allen Carlson, philosophe et professeur
- 10 février : 
  - Jerome Drayton, athlète, vainqueur du marathon de Boston en 1977
  - Grégoire Girard, arpenteur-géomètre et homme politique
- 11 février : Bernard Lagacé, organiste, claveciniste et professeur
- 14 février : Hélène Pelletier-Baillargeon, femme de lettres, journaliste, essayiste et biographe
- 16 février : Jean-Denis Gendron, professeur et linguiste
- 17 février : Antonine Maillet, écrivaine
- 20 février : Fernand Arsenault, professeur émérite et philanthrope
- 26 février : Jean Campeau, administrateur et homme politique
- 2 mars : John Cummins, homme politique
- 13 mars : Claude Verret, joueur de hockey
- 16 mars :
  - Pierre Roy, homme d'affaires et homme politique
  - Thérèse Paquet-Sévigny, diplomate
- 18 mars : Denise Boucher, écrivaine
- 20 mars : Pat Murphy, homme politique
- 22 mars : Jean O'Neil, écrivain et journaliste
- 23 mars : Edith Ballantyne, féministe et pacifiste
- 27 mars : Huberte Gautreau, militante féministe, éducatrice et pionnière des droits des femmes
- 31 mars : Mark LaForest, joueur de hockey
- 4 avril : Camille Dubé, journaliste sportif
- 5 avril : Colin Fox, acteur
- 6 avril : Robert Corbett, homme d'affaires et homme politique
- 7 avril : Greg Millen (en), commentateur-analyste et gardien de but de hockey
- 9 avril :
  - Philippe de Gaspé Beaubien, homme d'affaires, entrepreneur et philanthrope
  - John Van Seters, professeur, chercheur et spécialiste dans les domaines de l'Ancien Testament et du Proche-Orient ancien
- 10 avril : Ted Kotcheff, réalisateur, producteur, acteur et scénariste (mort au Mexique)
- 12 avril : Gerry McNamara (en), dépisteur au hockey et directeur général des Maple Leafs de Toronto de 1981 à 1988
- 24 avril :
  - Jean-Claude Germain, scénariste, écrivain, dramaturge, auteur, journaliste, parolier et historien
  - Raymond Royer, comptable, homme d'affaires et avocat
  - Rita Briansky, peintre et graveuse
- 29 avril : Luc Morissette, acteur
- 1er mai : André Simard (en), gymnaste, entraineur, concepteur artistique pour le Cirque du Soleil
- 7 mai : Frank Caprice, joueur de hockey, gardien de but
- 9 mai :
  - Régent Lacoursière, nageur
  - Serge Mongeau, médecin, écrivain et éditeur
- 17 mai : Christine Olivier, actrice
- 24 mai : Marc Desjardins, auteur, parolier, metteur en scène et réalisateur
- 25 mai : François Barcelo, publicitaire et écrivain
- 28 mai : Claude Roussel, sculpteur et artiste en art visuel
- 30 mai :
  - James Hector MacDonald, prêtre et prélat de l'Église catholique
  - Red Pedersen, homme politique ténois
- 3 juin : Juliette Powell, experte en communication, animatrice, mannequin et auteure
- 4 juin : Marc Garneau, astronaute et homme politique
- 6 juin : Scott Metcalfe, joueur de hockey
- 9 juin : Victor-Lévy Beaulieu, écrivain, dramaturge, polémiste et éditeur
- 11 juin : Paul Shooner, entrepreneur et homme politique
- 12 juin : Gérard La Forest, avocat et juge puîné de la Cour suprême du Canada
- 19 juin : Raymond Laflamme, physicien
- 21 juin : John McCallum, homme politique, économiste, professeur et auteur
- 22 juin : 
  - Guy Lauzon, homme politique
  - Pierre Jean Jeanniot, administrateur, président-directeur général d'Air Canada de 1984 à 1990
- 24 juin :
  - Serge Fiori, auteur-compositeur-interprète
  - Denys Chabot, écrivain
- 28 juin : Georges Aubin, enseignant et écrivain
- 1er juillet : Alex Delvecchio, joueur de hockey
- 4 juillet : Lyndon Byers (en), joueur de hockey et animateur de radio
- 10 juillet : Francesco Bellini, chercheur, administrateur et d'homme d'affaires
- 16 juillet : Wayne Thomas, joueur de hockey
- 18 juillet : Harry Standjofski, acteur
- 23 juillet : Michelle Duff, pilote de Grand Prix de moto
- 24 juillet : Jean-Paul Guimond, chanteur folklorique et agriculteur
- 29 juillet : Pierre Foglia, chroniqueur et journaliste d'opinion
- 31 juillet : Léandre Bergeron, dramaturge, historien, linguiste et scénariste de bande dessinée
- 1er août : Fleg (Christian Daigle), caricaturiste
- 3 août :
  - Hilary Weston, femme d'affaires et auteure, lieutenante-gouverneure de l'Ontario de 1997 à 2002
  - Michel Gratton, ingénieur et homme politique
- 4 août : Maurice McGregor, cardiologue et professeur
- 12 août :
  - Marcel Gagnon, agriculteur et homme politique
  - Rodrigue Biron, homme politique et homme d'affaires

#### L'année sportive 2025 au Canada
- Championnat canadien de soccer 2025
- Coupe Memorial 2025
- Major League Soccer 2025
- Saison 2025 du CF Montréal
- Première ligue canadienne 2025
- Saison 2025 de la Ligue canadienne de football
- Saison 2025 de la Première ligue de soccer du Québec
- Saison 2025 de la Super League
- Saison 2024-2025 des Raptors de Toronto
- Saison 2025-2026 des Raptors de Toronto
- Saison 2024-2025 de la LHJMQ
- Saison 2025-2026 de la LHJMQ
- Grand Prix cycliste de Montréal 2025
- Grand Prix cycliste de Québec 2025
- Tournoi du Canada de rugby à sept 2025

#### L'année 2025 au Canada par province ou territoire
- 2025 en Colombie-Britannique
- 2025 au Manitoba
- 2025 en Nouvelle-Écosse
- 2025 au Nouveau-Brunswick
- 2025 au Nunavut
- 2025 en Ontario
- 2025 au Québec
- 2025 en Saskatchewan
- 2025 à Terre-Neuve-et-Labrador
- 2025 aux Territoires du Nord-Ouest
- 2025 au Yukon
- 2025 en Alberta

#### L'année 2025 dans le reste du monde
- L'année 2025 dans le monde
- 2025 par pays en Amérique, 2025 au Brésil, 2025 aux États-Unis, 2025 au Mexique
- 2025 en Europe, 2025 en Belgique, 2025 en France, 2025 en Italie, 2025 en Suisse
- 2025 en Afrique • 2025 par pays en Asie • 2025 par pays en Océanie, 2025 en Océanie • 2025 en Antarctique
- 2025 aux Nations unies
- Décès en 2025